# Armagomphus armiger
Armagomphus armiger är en trollsländeart som först beskrevs av Tillyard 1913.  Armagomphus armiger ingår i släktet Armagomphus och familjen flodtrollsländor. Inga underarter finns listade i Catalogue of Life.